# Palčki z Rožnega grička
Palčki z Rožnega grička je glasbena pravljica avtorja Janeza Bitenca.

## Analiza
PRIPOVEDOVALEC:
tretjeosebni: gre namreč za popotnika, ki se po predlogu mnogih, odloči obiskati Rožni griček. Tja se odpravi že zelo zgodaj, saj ga želi videti v jutranji zarji in ob ptičjem žvrgolenju, ko je griček najlepši. Sprva skrit za grmom, kasneje pa povsod drugod, opazuje življenje palčkov in nato tudi zaplet z zvončkom. Bralca torej na hudomušen način popelje skozi zgodbico in zaključi z besedami, da so palčki zopet postali najbolj pridni in najbolj delavni palčki.

GLAVNE OSEBE:
Palčki so prebivalci Rožnega grička. Ta skrbna, marljiva bitjeca so vajena trdega vrtnarskega dela, to delo pa jim predstavlja vse prej kot nekaj mučnega, saj že ob pogledu na svoje cvetice neizmerno uživajo. Po nepričakovanem obisku treh možičkov, se vse prikupne lastnosti sicer razblinijo, a ob koncu spet postanejo opazne. Palčki se namreč na vse pretege potrudijo, da dobijo zvonček nazaj. Pravljica ima pomirjujoč konec, saj se življenje na Rožnem gričku vrne v ustaljene tirnice.

STRANSKE OSEBE:
Povodni mož je bitje, ki pooseblje gurmana in glasbenega navdušenca. Palčki se mu v zameno za izgubljeni zvonček odkupijo z orglicami in obljubo vsakodnevnega prinšanja slastnih dobrot. Kljub temu, da ima lik nekoliko negativen prizvok, se vseeno izkaže za ustrežjivega in hvaležnega, ko mu seveda uspe iztirjati svoje. 
čarovnik Fičifik je tisti pravljični lik, ki "vse vidi, vse sliši, vse zna in vse ve." Je tisti, ki palčkom s pomočjo čarobnega ogledala pomaga ugotoviti kje se skriva njihov zvonček. Razloži jim tudi, da se bodo morali presneto potruditi, da bi dobili zvonček nazaj. Naroči jim naj ga poskusijo z orglicami spraviti v dobro voljo. Kar pa se izkaže za izvrsten predlog. Z obiskom čarovnika Fičifika se torej dogodi nekakšen vsebinski vrh v pravljici, saj ta lik predstavlja rešitev iz navidez brezizhodne situacije.

ČAS DOGAJANJA: 
neznan

PROSTOR DOGAJANJA:
Rožni griček je pravljični kraj, do katerega prispeš, če greš čez tisto jaso, zaviješ v gozdiček in nato le še čez brv na travnik.

MOTIVI: skrbnost, obžalovanje, marljivost

SPOROČILO:Premisli, preden brezpogojno ravnaš po tuji volji.